# دانی گونگورا
دانی گونگورا (انگلیسی: Dani Góngora؛ زادهٔ ۱۲ آوریل ۱۹۹۴) بازیکن فوتبال اهل اسپانیا است.